# Cleisocentron merrillianum
Cleisocentron merrillianum är en orkidéart som först beskrevs av Oakes Ames, och fick sitt nu gällande namn av Eric Alston Christenson. Cleisocentron merrillianum ingår i släktet Cleisocentron och familjen orkidéer. Inga underarter finns listade i Catalogue of Life.